# Shelby Mustang

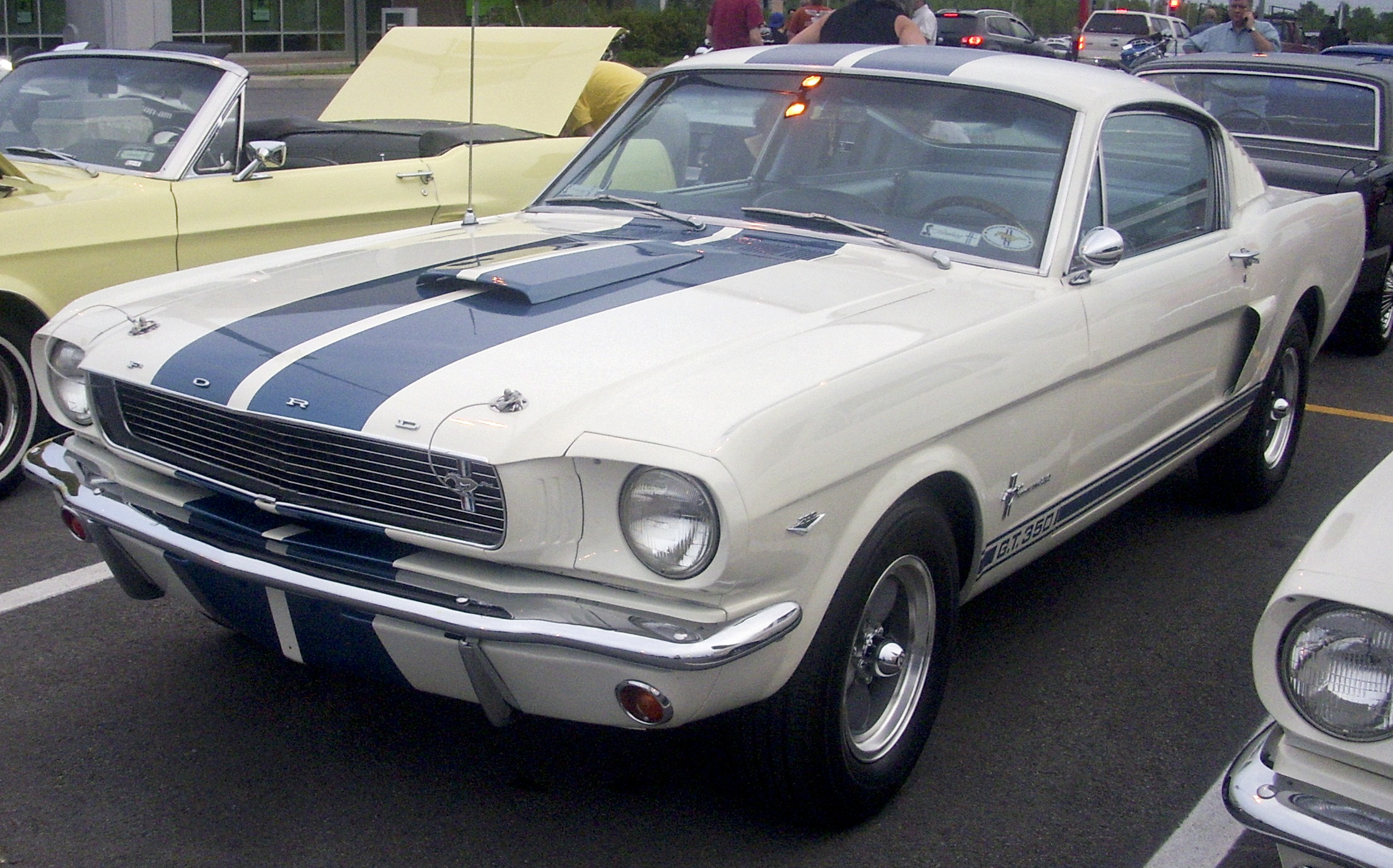
Shelby Mustang GT350 Modell 1965

Der Shelby Mustang war in den 1960ern ein getunter Sportwagen.  Er gehörte zur Serie von Ford Mustangs, die von Carroll Shelbys Firma im Stile des Shelby Cobra speziell umgebaut und als Serie verkauft wurden.

## 1965
Die erste Shelby-Version des Mustang erschien 1965.  Alle '65er Shelbys waren weiß lackiert mit (optionalen) parallelen blauen Streifen von der Spitze bis zum Heck.  Es gab auch Türschwellerstreifen mit dem GT350 Schriftzug.  Der Motor war ein modifizierter K-code 289HP Windsor V8 mit speziellen „Cobra“ Ventilabdeckungen, tri-Y Krümmern, ein spezieller Ansaugkrümmer und Holley Vergaser erhöhten die Leistung von 271 auf 306 PS (199 auf 228 kW).

## 1966

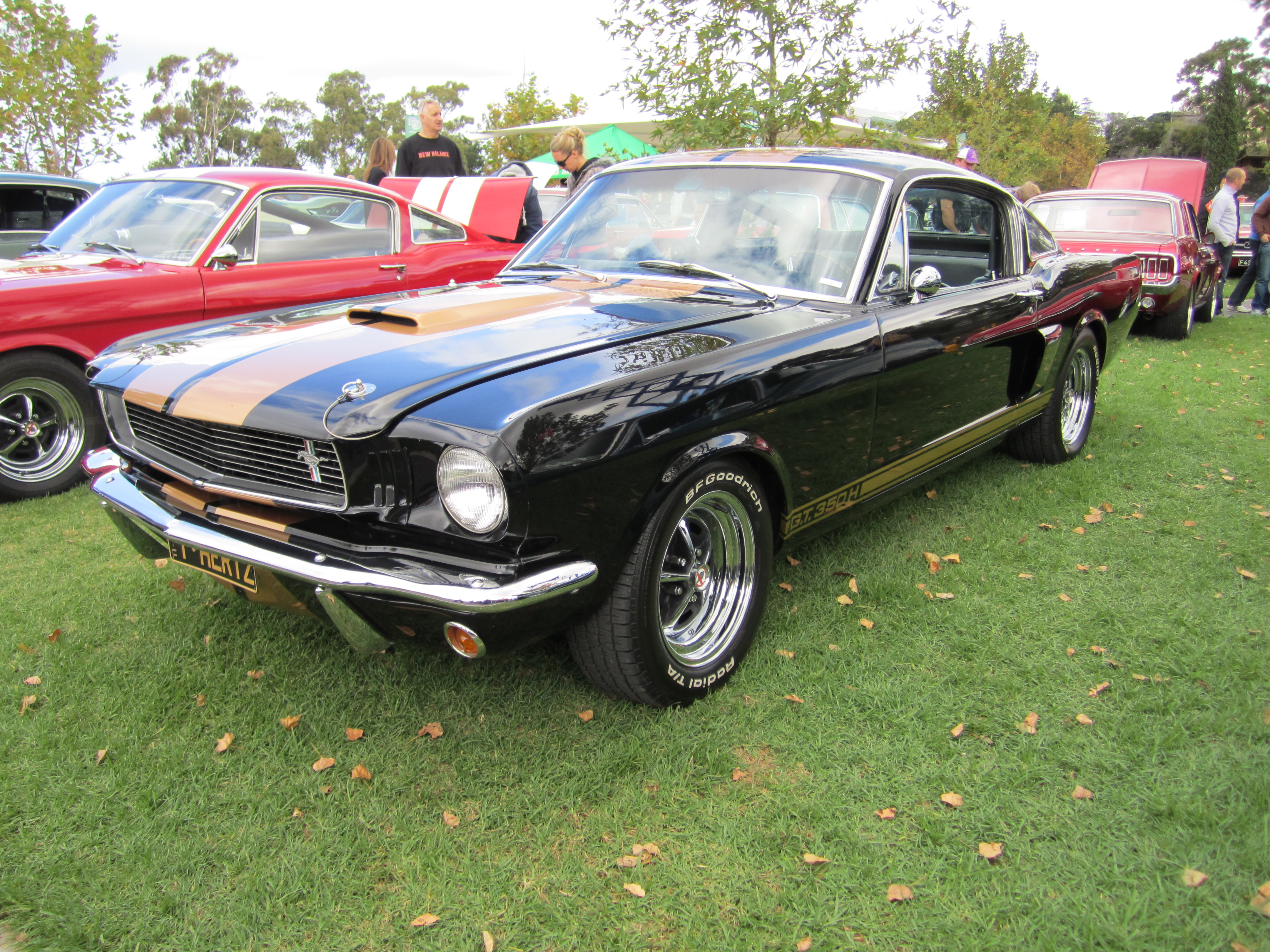
Shelby Mustang GT350H (Hertz)

Das 1966er Modell unterschied sich in Karosseriefarbe (es wurden nicht-weiße Versionen eingeführt – dabei gab es Blau, Rot, Grün und Schwarz. Das Original Weiß blieb auch erhalten) und Verkleidung.  Die „Le Mans-Streifen“ gab es weiterhin als Option wie bereits 1965.  Es bot spezielle Heckfenster, hintere Lufthutzen auf jeder Seite und eine Automatik-Schaltung. Ein umklappbarer Rücksitz war nun auch Standard. Während frühe 1965 Autos schwarze Motorblocks besaßen, wurde der Motor der 1966er und späteren Modelle blau lackiert.
Shelby machte einen Handel mit Hertz Autovermietung, um eine spezielle Serie von GT350s zur Vermietung herzustellen. Das von Hertz gestartete Programm nannte sich „Rent-A-Racer“. Diese GT350H sind sehr selten und heute sehr gesucht.  Shelby fertigte 936 Stück dieser Wagen; ca. 800 in schwarz, und jeweils ca. 50 in rot, weiß, blau und grün. Die schwarzen Wagen hatten alle goldene Streifen, während die farbigen Autos nur seitliche Shelby Streifen und nicht die LeMans-Streifen über Motorhaube, Dach und Heck hatten. Shelby wiederholte dieses Dekor 1987 mit dem Shelby CSX-T.
Hertz beendete vorzeitig das Experiment, da viele „Wochenend-Rennfahrer“ die Wagen mieteten und bis aufs äußerste beanspruchten. Dadurch wurden die Unterhaltskosten so utopisch hoch, dass Hertz vorzeitig ausstieg und nicht alle 1.000 bestellten Fahrzeuge auch wirklich geliefert wurden.

## 1967

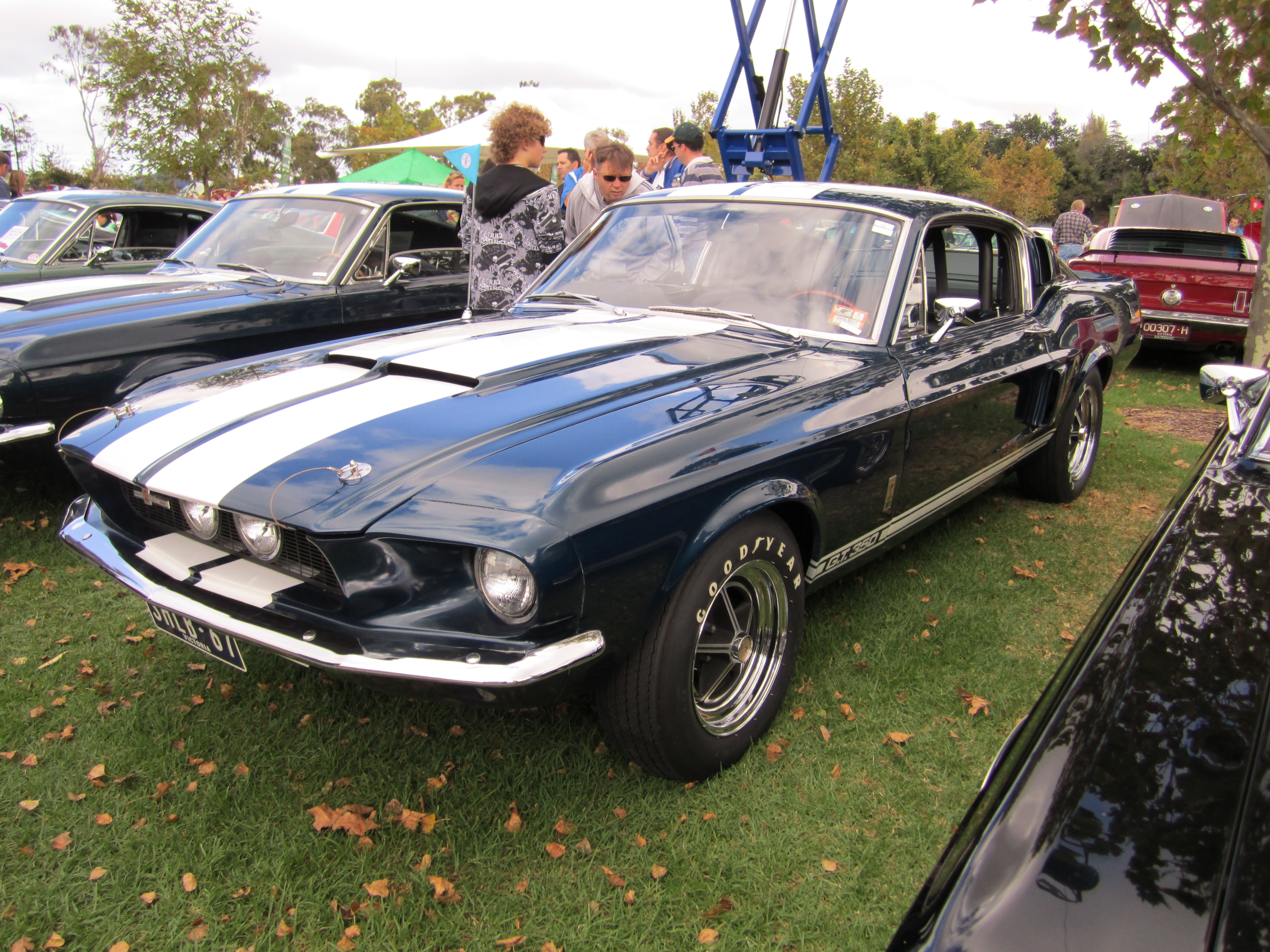
Shelby Mustang GT350 Modell 1967

Dem neuen 1967er Mustang folgte ein von Grund auf neu designter Shelby. Verbaut wurden die Heckleuchten des 1965er Ford Thunderbird, ein Flip-up-Spoiler und zwei Lufthutzen zur Bremsenkühlung auf jeder Seite. Dies war auch das erste amerikanische Auto, in dem serienmäßig ein Überrollbügel verbaut wurde.
Seit 1967 war neben dem GT350 auch der GT500 erhältlich. Er wurde von einem Bigblock V8 mit 428 cubic inch (7 l) Hubraum und einer Leistung von laut Herstellerangabe 246 kW/335 PS (in Tests aber oft 331–368 kW/450–500 PS) angetrieben, der eine Beschleunigung von 0–100 km/h in 6,7 Sekunden ermöglichte, wobei das Drehmoment 510 Nm erreichte.
Der 1967er GT500 wird gern in Filmen und anderen Medien benutzt, so auch in dem Manga und Anime „Gunsmith Cats“ und dem Film „Nur noch 60 Sekunden“, in dem ein mit Anbauteilen und einem Karosseriekit zu einem GT500 umgebauter Ford Mustang Fastback eine Rolle spielt.

## 1968

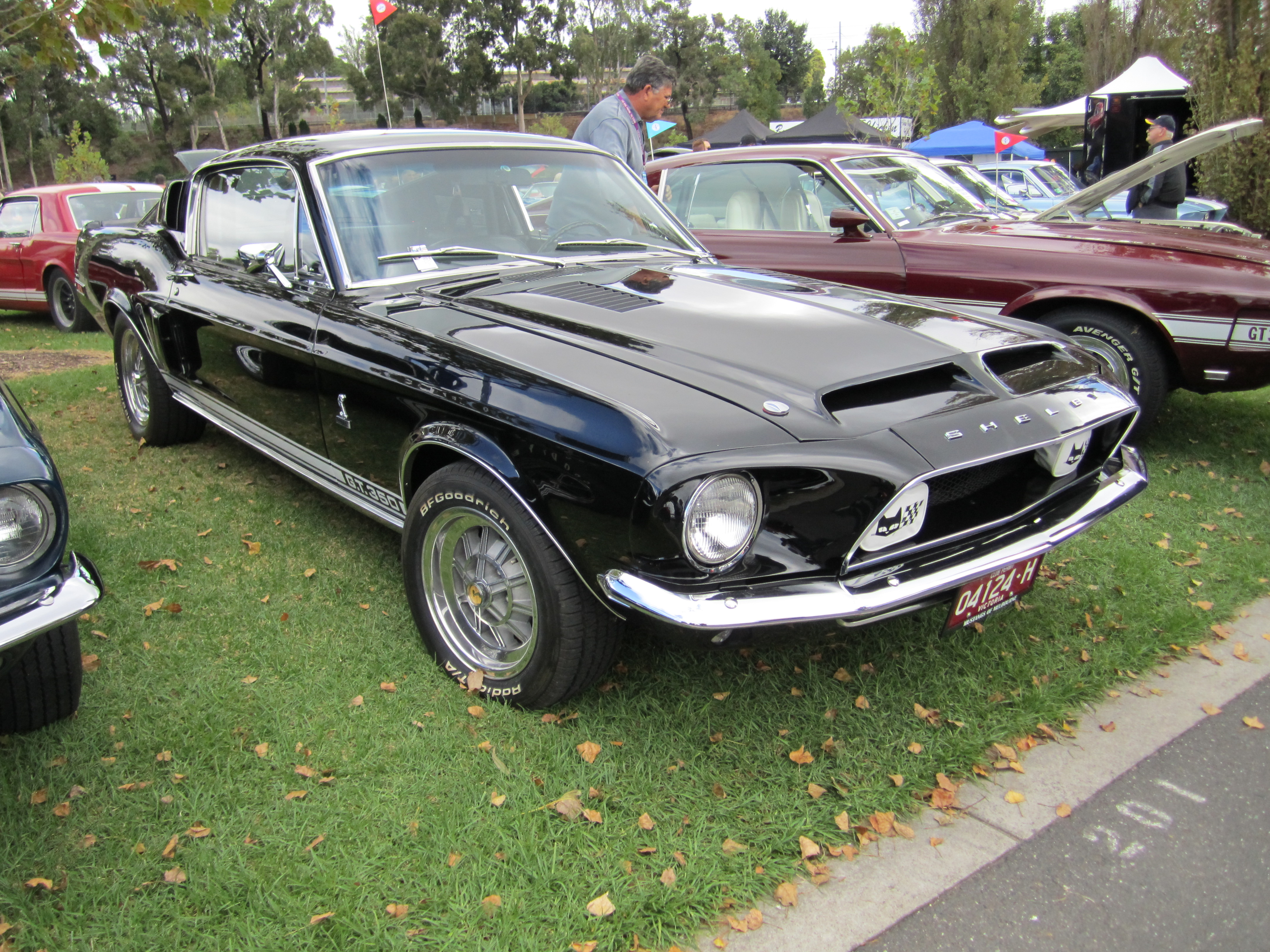
Shelby Mustang GT350 Modell 1968

Shelby verlor die Pacht für seine Fabrik am Los Angeles International Airport Ende 1967, weshalb die Fertigung der Shelby Autos nach Ionia, Michigan verlegt wurde, unter Kontrolle der Ford Motor Company.

## 2007

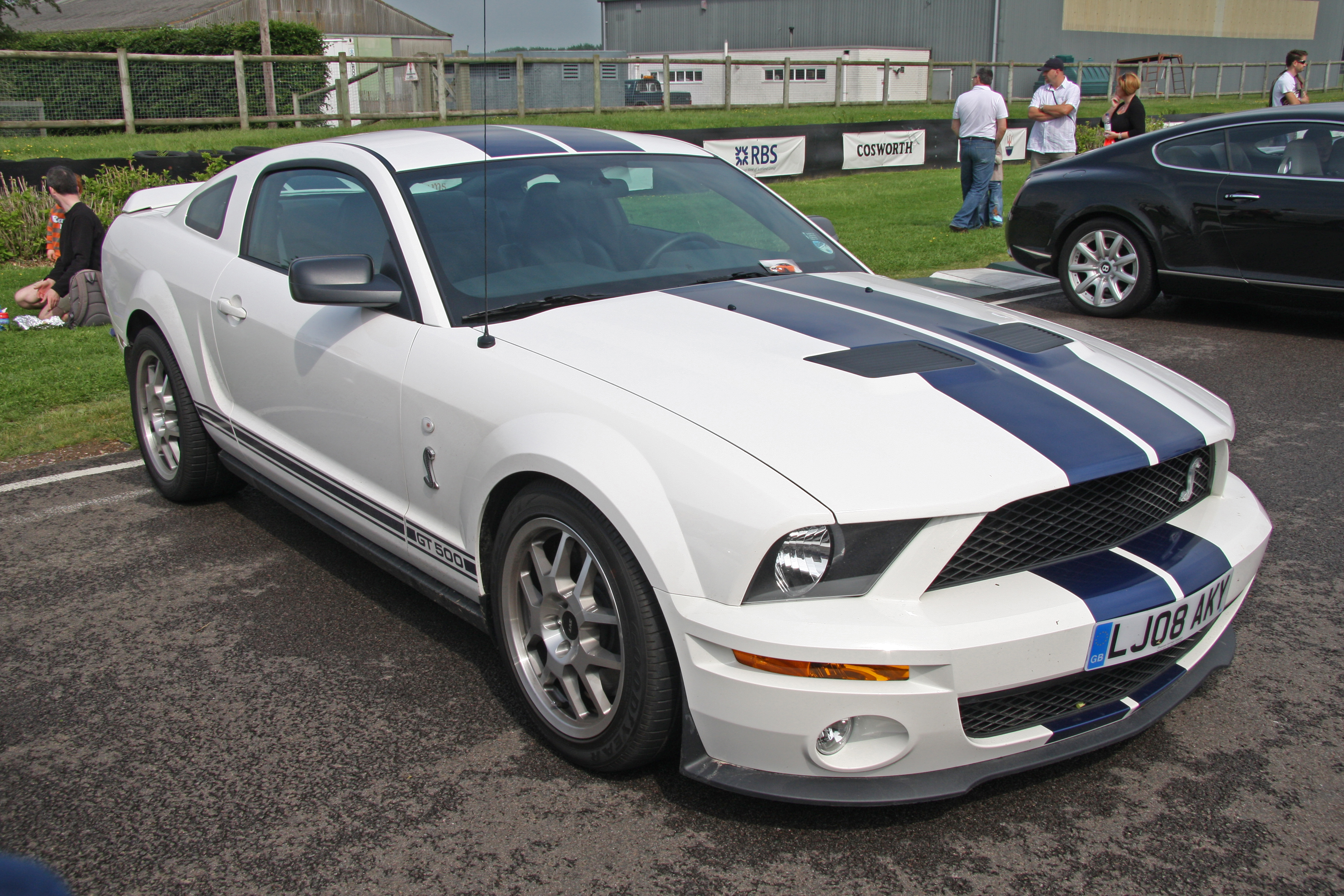
Shelby Mustang GT500 Modell 2007

Shelby und Ford kehrten 2008 mit einem Shelby Mustang zurück, dem Shelby GT500. 2005 vorgestellt wurde er auf der New York International Auto Show, besitzt der GT500 einen 5,4-l-Modular-Kompressor-V8. 336 bis 397 kW (450 bis 500 PS) und 610 Nm sind bei 6000/min verfügbar, um damals die Corvette zu übertrumpfen.  Eine  Tremec-Sechsgangschaltung, getuntes Fahrwerk, verkleidete Karosserie und 18-Zoll-Räder mit Brembo-Bremsen rundeten das Fahrzeug ab. Äußerlich gleicht der GT500 stark dem Mustang GT derselben Baureihe, doch die Leistung ist um einiges höher. Später wurde auch die Modellversion KR500 (der Motor aus dem von 2011 bis 2012 erhältlichen GT500 wurde auf 409 kW gesteigert) erhältlich. Dieser Wagen war damals der stärkste Serien-Mustang.

## 2008
Der Shelby GT500KR tritt als Knight Industries Three Thousand in der Fernsehserie Knight Rider auf.
Ebenfalls ging der Shelby GT nach 2007 aufgrund des guten Verkaufs in das zweite Modelljahr.
Diesmal jedoch erstmals als Cabrio sowie weiterhin als Coupé.
Geliefert wurde der Shelby Mustang nur in Vistablue mit silbernen Le-Mans-Streifen.
Eine Sonderserie von 100 Fahrzeugen in Schwarz mit roten Le-Mans-Streifen (nach Arizona) sowie 250 in Grabberorange gingen nach Kalifornien (GT-C genannt).

## 2009
2009 wurde das Design aller Mustangs geändert, so auch der Shelby GT500 und die Leistung auf die 397 kW (540 PS) des GT500KR erhöht, auch das Design der seitlichen Streifen wurde geändert.

## 2013
2013 kam eine neue Version des Shelbys. Dessen Leistung wurde von 540 PS auf 662 PS weiter erhöht, wodurch er zum stärksten Serien-V8 der Welt wurde, da die Corvette ZR1 647 PS leistet. Hinzu kommt, dass die Optik des neuen Mustangs nur leicht verändert wurde. Der Shelby hat eigene Embleme, andere Felgen und Brembo-Bremsen bekommen. Der Motor des Shelbys ist ein 5,8-Liter-V8-Kompressor, der die 662 PS leistet. In Deutschland kostet der Shelby um die 65 000 Euro.

## 2016
Zum 50. Jubiläum der Aktion „Rent-A-Racer“ (s. weiter oben) haben die Hertz Autovermietung, Shelby Amerika und Ford ein neues Programm aufgelegt. Die Wagen sind an ausgewählten Flugplätzen der USA mietbar. Die Wagen haben den 5.0L V8-Motor mit 435 PS und 400 lb.-ft Drehmoment. Darüber hinaus hat er als Extra das Ford Racing Handling Pack und rollt auf 19-Zoll-Aluminiumrädern. Wie frühere Rent-A-Racer-Modelle kommt er mit schwarzem Lack mit goldenen Streifen und an den Kotflügeln ist das Hertz Edition Logo zu sehen.

## 2017
Mit dem 750 PS starken Shelby Mustang Super Snake wurde 2017 das 50-jährige Jubiläum des Mustang Super Snake gefeiert. Offiziell präsentiert wurde das auf 500 Exemplare limitierte Sondermodell auf der Barrett-Jackson Auction 2017 in Scottsdale. Die Leistungssteigerung gegenüber dem Serien-Mustang GT wird mittels Kompressor erzielt.

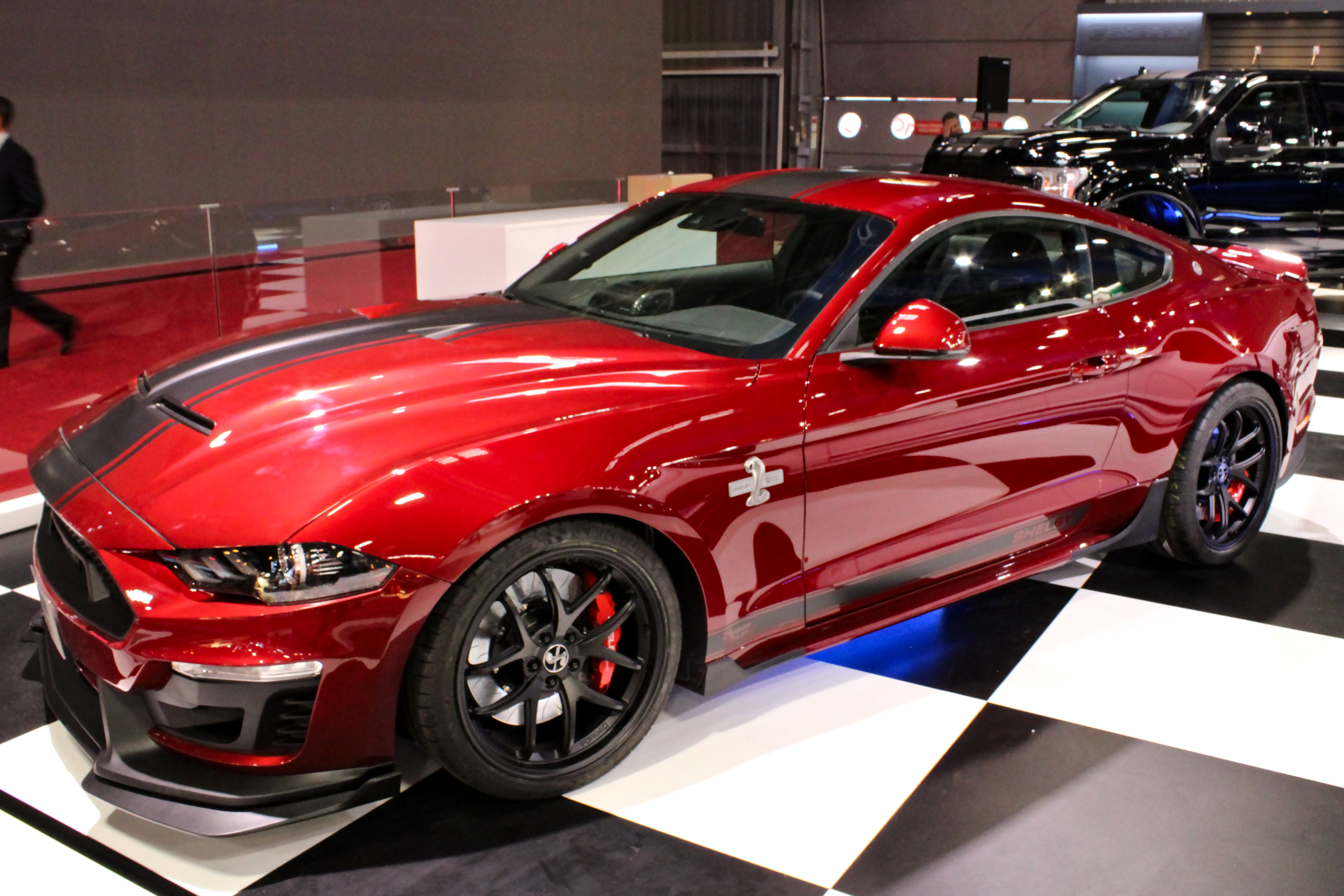
Shelby Mustang Super Snake (2017), auf Pariser Autosalon 2018
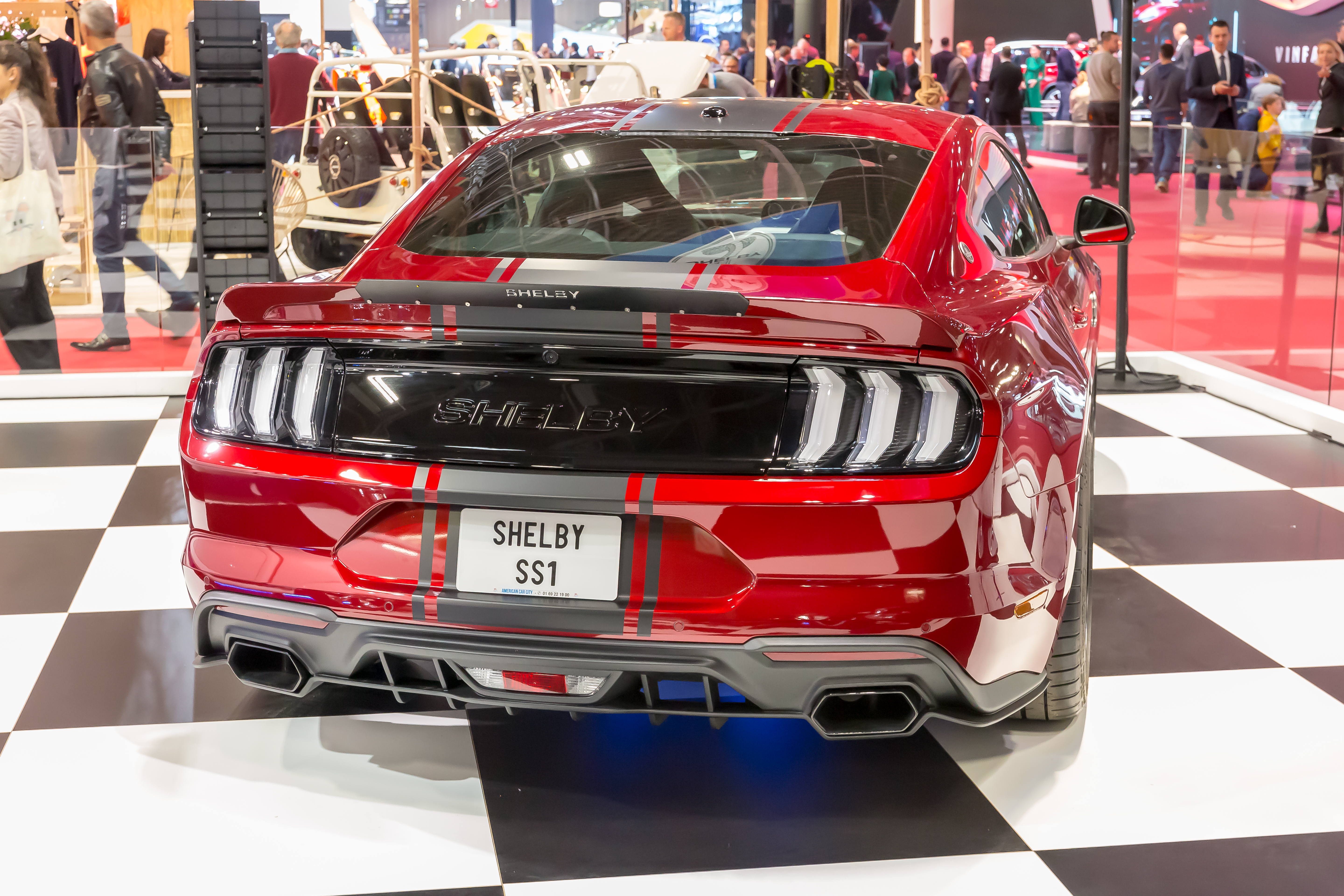
Shelby Mustang Super Snake, Heckansicht